# Chacal
O termo chacal faz referência ao nome popular de três espécies de canídeos: o Lupulella adustus (chacal-listrado), o Canis aureus (chacal-dourado) e o Lupulella mesomelas (chacal-de-dorso-negro). Os chacais são mamíferos onívoros do gênero Canis, que também inclui os lobos, coiotes e o cão doméstico, e Lupulella. Os chacais são canídeos de porte médio, costumando ser menores do que os lobos mas maiores do que as raposas (pertencentes ao gênero Vulpes).

## Etimologia
"Chacal" vem do persa xagâl, através do turco xacâl e do francês chacal.

## Espécies
| Espécies                                  | Autoridade trinomial | Descrição | Abrangência            |
| ----------------------------------------- | -------------------- | --- | ---------------------- |
| Canis aureus chacal-dourado               | Linnaeus, 1758       | O maior dentre as 3 espécies, conhecido pelo próximo parentesco com os lobos. É uma espécie onívora, e a única espécie atual que reside na Europa e Ásia. | Europa, África e Ásia. |
| Lupulella adustus chacal-listrado         | Sundevall, 1847      | Principalmente reside em áreas arborizadas, ao contrário de outras espécies de chacal. É o menos agressivo dos chacais, raramente predando mamíferos de grande porte [1]. | África                 |
| Lupulella mesomelas chacal-de-dorso-negro | Schreber, 1775       | É provavelmente a mais agressiva das espécies do gênero Lupulella, bem como a mais conhecida. Pesa de 10 a 15 kg, e é um animal bastante predatório. Entra em conflito com o chacal-listrado e tende a ser o dominante dentre as duas espécies. | África                 |
| Canis latrans coiote                      | Say, 1823            | Por alguns referidos como chacal-americano, é uma espécie de canídeo nativo da América do Norte estritamente relacionada ao lobo. É um animal de extrema adaptabilidade, e bastante mais predatório. Os machos pesam em média até 21 quilogramas, as fêmeas vão até os 18 quilogramas. Dentre as suas 19 subespécies, nota-se que as subespécies do norte crescem em média 18 quilogramas, em contraponto, as subespécies ao sul pesam em média 11,5 kg, porte similar ao chacal-dourado. | América do Norte       |